# Robert Ferencz-Csibi
Robert Ferencz-Csibi (* 13. Dezember 1998 in Gheorgheni) ist ein rumänischer Eishockeyspieler, der seit 2022 beim HSC Csíkszereda in der Erste Liga unter Vertrag steht.

## Karriere

### Club
Robert Ferencz-Csibi, der der ungarischsprachigen Minderheit der Szekler angehört, begann seine Karriere als Eishockeyspieler bei CSS Gheorgheni in seiner Geburtsstadt, für den er in den rumänischen Nachwuchsligen spielt. Daneben wurde er auch vom HSC Csíkszereda in der ungarischen U18-Liga eingesetzt. Als 17-Jähriger debütierte er für Progym Gheorgheni in der rumänischen Eishockeyliga. 2018 wechselte er mit dem Klub, der sich nunmehr Gyergyói HK nannte, in die multinationale Erste Liga. Seit 2022 spielt er dort für den HSC Csíkszereda.

### International
Ferencz-Csibi war bereits im Juniorenbereich für Rumänien bei Weltmeisterschaften aktiv. Er spielte bei den U18-Weltmeisterschaften 2015 und 2016 sowie bei den U20-Weltmeisterschaften 2016, als er die beste Plus/Minus-Bilanz des Turniers erreichte, 2017 und 2018 jeweils in der Division II.
Sein Debüt in der Herren-Nationalmannschaft gab er in der Saison 2015/16. Bei den Weltmeisterschaften 2018 und 2022 spielte er mit Rumänien in der Division I.

## Erfolge und Auszeichnungen
- 2015 Aufstieg in die Division II, Gruppe A, bei der U18-Weltmeisterschaft der Division II, Gruppe B
- 2016 Aufstieg in die Division II, Gruppe A, bei der U20-Weltmeisterschaft der Division II, Gruppe B
- 2016 Beste Plus/Minus-Bilanz bei der U20-Weltmeisterschaft der Division II, Gruppe B

## Statistik
(Stand: Ende der Saison 2022/23)